# Oskar Anweiler
Oskar Anweiler (ur. 29 września 1925 w Rawiczu, zm. 31 października 2020 w Bochum) – niemiecki pedagog i historyk oświaty, profesor dr hab., doktor honoris causa Uniwersytetu Warszawskiego, znawca polskiego szkolnictwa i polskiej myśli pedagogicznej.

## Życiorys
Oskar Anweiler urodził się w niemieckiej rodzinie osiadłej w Rawiczu. Jest absolwentem gimnazjum w Lesznie oraz absolwentem liceum w Hamburgu i tamtejszego uniwersytetu (kierunków: historii, germanistyki, filozofii, pedagogiki). Doktorat uzyskał na Uniwersytecie w Hamburgu (1954), gdzie habilitował się w 1963. Od 1963 jest profesorem Wyższej Szkoły Pedagogicznej w Lüneburgu, a od 1964 profesorem na Ruhr-Universität Bochum. Na tym uniwersytecie stworzył ośrodek porównawczych badań oświatowych (Katedra Pedagogiki Porównawczej) oraz Zakład Badań Porównawczych w Dziedzinie Kształcenia (kierował nim w latach 1972–1992). Pełnił także przez dwie kadencje (1966–1967, 1975–1976) funkcję dziekana Wydziału Filozofii, Pedagogiki i Psychologii. W latach 1973–1977 był wiceprzewodniczącym Comparative Education Society in Europe. Od 1980 przewodniczył International Committee for Soviet and East European Studies. Jest wykładowcą m.in. uniwersytetów w Nowej Zelandii, Kanadzie i Szanghaju, współorganizator polsko-niemieckich seminariów na temat społecznych podstaw edukacji. W 1997 r. został powołany na członka zagranicznego Polskiej Akademii Nauk. Od 1964 do 1995 był współredaktorem serii wydawniczej Erziehungswissenschaftliche Veröffentlichungen des Osteuropa-Instituts an der Freien Universität Berlin, a od 1965 jest jednym z redaktorów niemieckiego czasopisma pedagogicznego Bildung und Erziehung.
W roku 2000 otrzymał tytuł doktora honoris causa Uniwersytetu w Lipsku, następnie Uniwersytetu w Wiedniu, a 27 czerwca 2007 tytuł doktora honoris causa przyznał mu Uniwersytet Warszawski.

## Działalność naukowa
Zainteresowania naukowo-badawcze Oskara Anweilera koncentrują się na zagadnieniach pedagogiki i rozwoju systemów oświatowych w Europie. Szczególnym polem tych badań są kraje Europy Środkowej i Wschodniej, a w tym przede wszystkim polski system oświatowy. Ponadto zajmuje się teorią badań porównawczych, a także metodologicznymi podstawami komparatystyki pedagogicznej.
Jego działalność w dziedzinie rozwoju niemieckiej nauki o wychowaniu polegała na współpracy z Niemieckim Instytutem Międzynarodowych Badań Pedagogicznych we Frankfurcie nad Menem (1982–1998), z Instytutem Spraw Społecznych i Naukowych w Erlangen (1982–1992), z Niemieckim Towarzystwem Naukowym w Zakresie Pedagogiki i Badań Oświatowych (1988–1992), w członkostwie zarządu Niemieckiego Towarzystwa Pedagogicznego (1968–1972), w członkostwie Dyrekcji Naukowej Niemieckiego Instytutu Wschodnich i Międzynarodowych Studiów w Kolonii (1982–1988). W Jego dorobku znajduje się ponad 200 publikacji, wypromował 17 doktorów.

## Najważniejsze prace
- Die Arbeiterselbstverwaltung in Polen, 1958
- Geschichte der Schule und Pädagogik in Russland vom Ende des Zarenreiches bis zum Beginn der Stalin-Ära, 1964, 2 wyd. 1978
- Totalitare Erziehung, 1964
- Die Sowietipadagogik in der Welt von heute, 1968
- Bildungsreformen in Osteuropa, 1969
- Bildungssysteme in Europa, 1971, 4 wyd. 1996
- Bildung und Erziehung in Osteuropa im 20. Jahrhundert, 1982
- Das Schulsystem der DDR, 1987
- Wissenschaftliches Interesse und politische Verantwortung, 1990
- Polnische und deutsche Pädagogen in Deutschland. Vom Neubeginn 1945 bis zu den europäischen Beziehungen der Gegenwart, 1997
- Bilanz und Perspektiven der deutsch-polnischen Kooperation in Erziehungswissenschaft und Bildungsforschung, 1999

Źródło.